# Oplosia cinerea
Oplosia cinerea — жук из семейства усачей и подсемейства ламиин (Lamiinae). Взрослых жуков можно встретить с мая по июль.

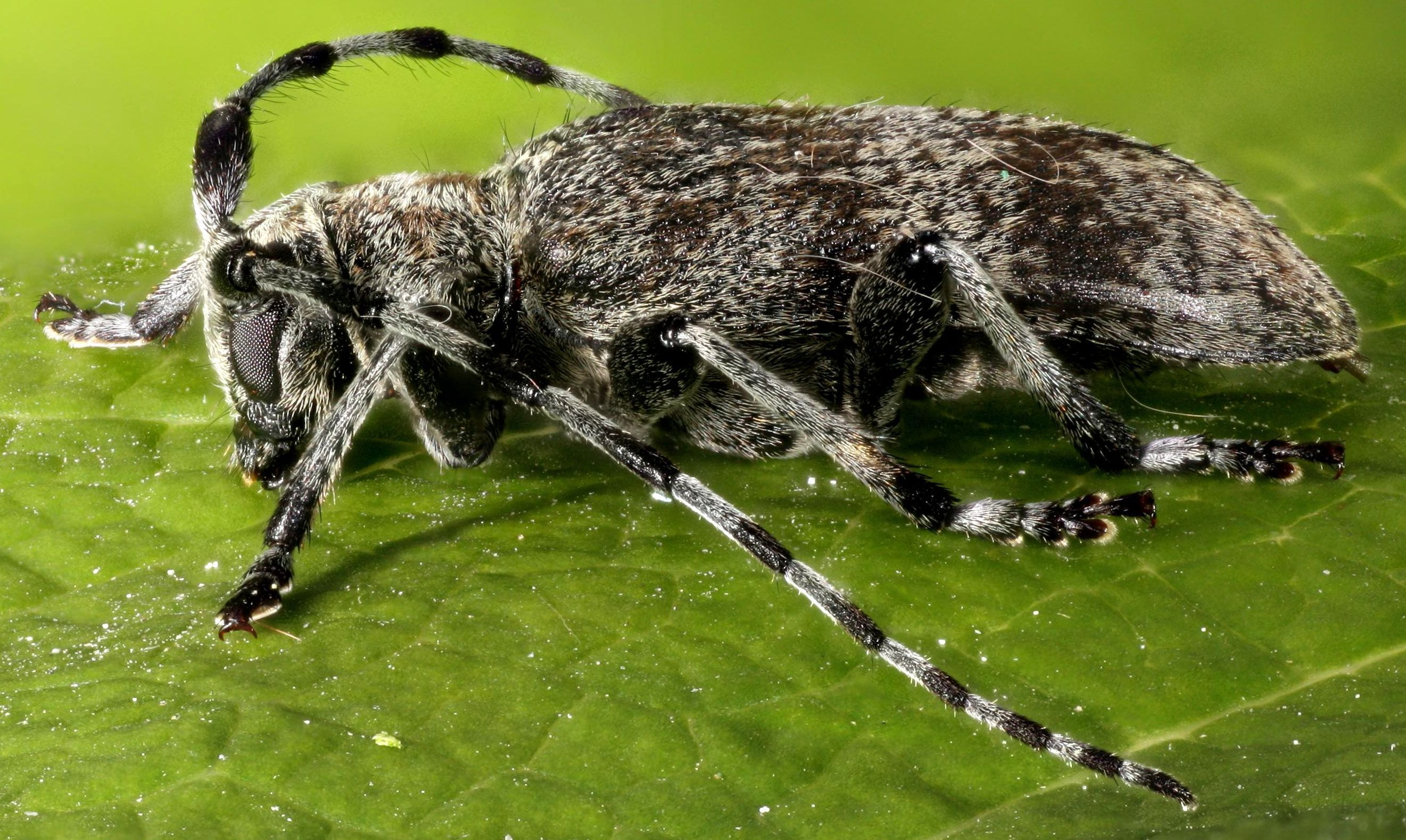
♂

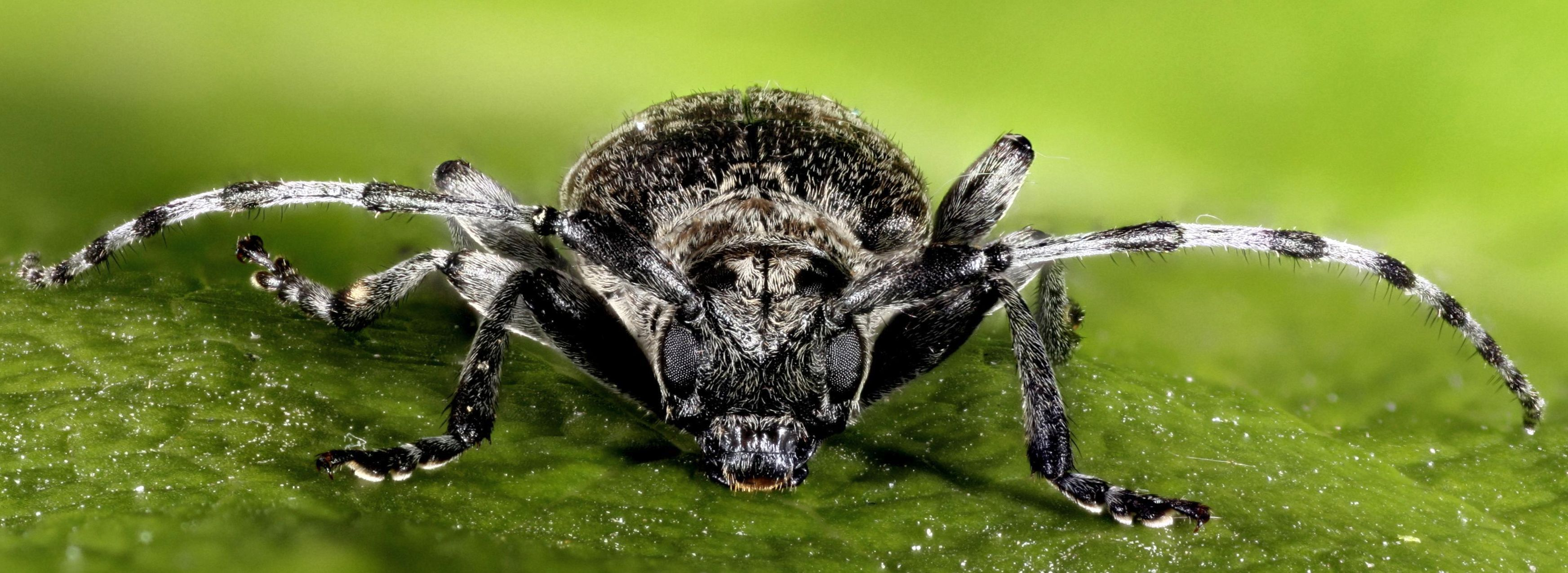
♂

## Описание
Жук средних размеров, в длину достигает от 8 до 13 миллиметров

## Распространение
Распространён Европе, России и на Кавказе.

## Экология и местообитания
Жизненный цикл длится всего один год. Кормовыми растениями являются различные лиственные породы деревьев.